# Aimi Kawashima
Aimi Kawashima (jap. 川島亜依美 Kawashima Aimi; ur. 15 kwietnia 1990 w Gōdo) – japońska siatkarka grająca na pozycji środkowej. Obecnie występuje w drużynie Okayama Seagulls.